# Фелан Гілл
Фелан Гілл  (англ. Phelan Hill, 21 липня 1979) — британський веслувальник, олімпійський медаліст.

## Виступи на Олімпіадах
| Олімпіада   | Дисципліна                     | Місце  |
| ----------- | ------------------------------ | ------ |
| Лондон 2012 | вісімка розстібна зі стерновим | Бронза |
| Ріо 2016    | вісімка розстібна зі стерновим | Золото |